# Голокост у Франції

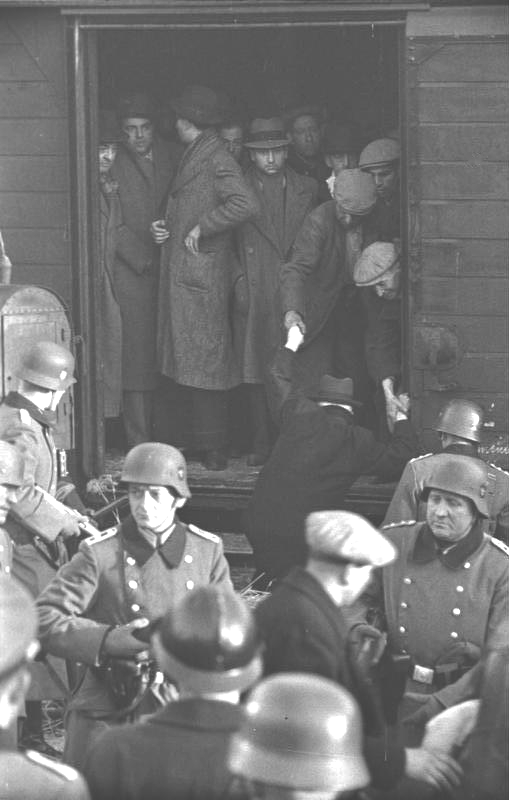
Депортація євреїв під час Марсельської облави 23 січня 1943 року

Голокост у Франції — переслідування, депортація та знищення євреїв і ромів між 1940 і 1944 роками в окупованій Франції, метрополії Франції Віші та контрольованій Віші Північній Африці під час Другої світової війни. Переслідування почалося в 1940 році і завершилося депортацією євреїв із Франції до нацистських концтаборів у нацистській Німеччині та окупованій нацистами Польщі. Депортація почалася в 1942 році і тривала до липня 1944 року. З 340 000 євреїв, які жили в метрополії/континентальній Франції в 1940 році, понад 75 000 були депортовані до таборів смерті, де близько 72 500 були вбиті. 
Антисемітизм був принаймні певною мірою поширений у всій Європі того часу. Як це було в інших окупованих Німеччиною та приєднаних державах, у Франції нацисти значною мірою покладалися на співпрацю місцевої влади, щоб здійснити те, що вони називали Остаточним рішенням. Уряд Франції Віші та французька поліція організовували та проводили облави на євреїв. Хоча більшість депортованих євреїв було вбито, рівень виживання єврейського населення у Франції становив до 75%, що є одним із найвищих показників виживання в Європі.

## Передумови
Влітку 1940 року на території під владою Франції проживало близько 700 000 євреїв, з яких 400 000 проживали у французькому Алжирі, який тоді був невід’ємною частиною Франції, і в двох французьких протекторатах Тунісі та Марокко. Напередодні Другої світової війни метрополія Франції налічувала понад 300 000 євреїв, близько 200 000 з яких жили в Парижі. Крім того, Франція приймала велику кількість іноземних євреїв, які втекли від переслідувань у Німеччині. До 1939 року єврейське населення зросло до 330 000 через відмову Сполучених Штатів і Сполученого Королівства приймати більше єврейських біженців після Евіанської конференції. Після окупації Бельгії та Нідерландів у 1940 році Франція прийняла нову хвилю єврейських іммігрантів, і єврейське населення досягло піку в 340 000 осіб.
Після оголошення Другої світової війни французькі євреї були мобілізовані до французької армії, як і їхні співвітчизники, і, як і в 1914 році, значна кількість євреїв-іноземців записалася в полки іноземних добровольців. Єврейські біженці з Німеччини були інтерновані як ворожі іноземці. Загалом єврейське населення Франції було впевнене у спроможності Франції захистити його від окупантів, але деякі, зокрема з регіонів Ельзасу та Мозеля, з липня 1940 року втекли на захід у неокуповану зону.
Перемир'я 22 червня 1940 року, підписане між Третім Рейхом і урядом маршала Філіпа Петена, не містило жодних відверто антиєврейських положень, але вказувало на те, що німці мали намір поширити расовий порядок, який існував у Німеччині з 1935 року, на митрополита. Франція та її заморські території:
- Стаття 3 попереджала, що в регіонах Франції, окупованих безпосередньо німцями, французька адміністрація повинна «всіма засобами сприяти нормам», що стосуються здійснення прав Рейху;
- Статті 16 і 19 попереджали, що французький уряд повинен приступити до репатріації біженців з окупованої території і що «французький уряд зобов’язаний видати на вимогу всіх німецьких громадян, визначених Рейхом і які знаходяться у Франції, у французьких володіннях, колоніях, протекторатів і територій під мандатом».

За умовами перемир'я лише частина метрополії Франції була окупована Німеччиною. З міста Віші уряд маршала Петена номінально керував Францією Віші, назва Франції під окупацією Віші (la France de Vichy), новою французькою державою (l'État français), але керував лише південною частиною метрополія Франції, три департаменти Французького Алжиру та Французька імперія (France d'outre-mer), заморські території Франції, такі як два французьких протекторату Марокко та Туніс, Індокитай, Ліван тощо. Нацистська Німеччина та режим Віші розглядали Французьку імперію як невід’ємну частину неокупованої Франції Віші, і її антиєврейські декрети були негайно впроваджені там через бачення Віші імперії як територіального продовження метрополії Франції.

## Історія

### Умови перемир'я

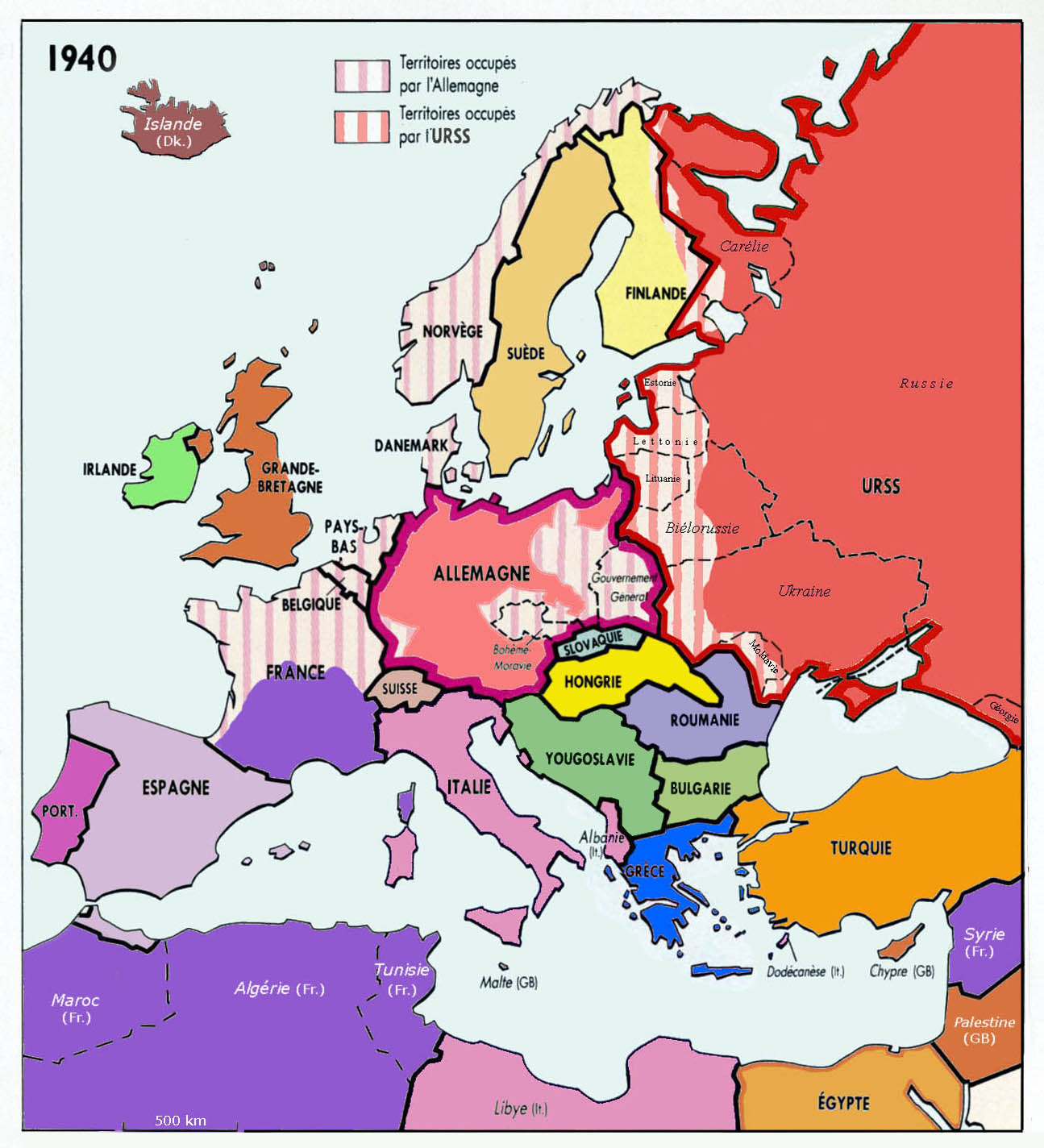
На карті чітко видно поділ Франції відповідно до всіх історичних реалій епохи: нацистська Німеччина анексувала Ельзас-Лотарингію, а також окупувала північну метрополію Франції та все узбережжя Атлантичного океану аж до кордону з Іспанією. Це залишило решту Франції, включно з рештою двох п’ятих південної та східної метрополії Франції та Заморської Франції Північної Африки, не окупованими та під контролем колабораціоністського французького уряду, який базувався у місті Віші та очолювався маршалом Філіпом Петеном.

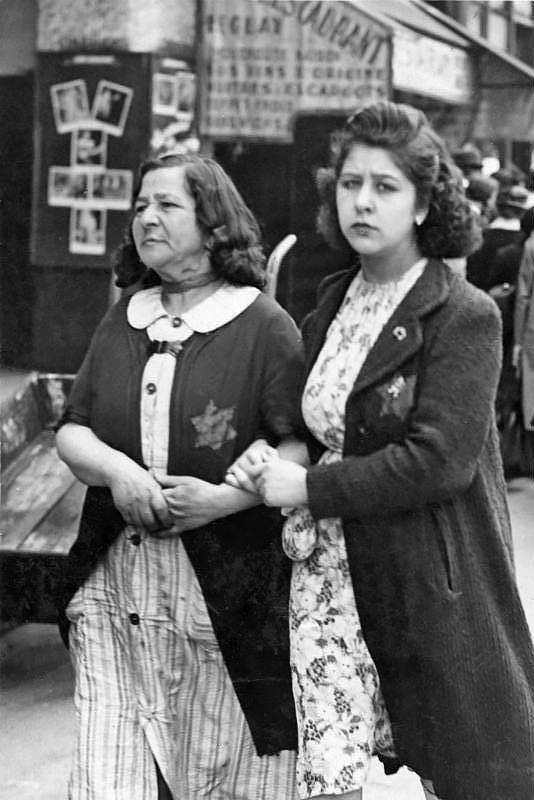
Дві єврейські жінки в окупованому Парижі з жовтими значками в червні 1942 року, за кілька тижнів до масового арешту

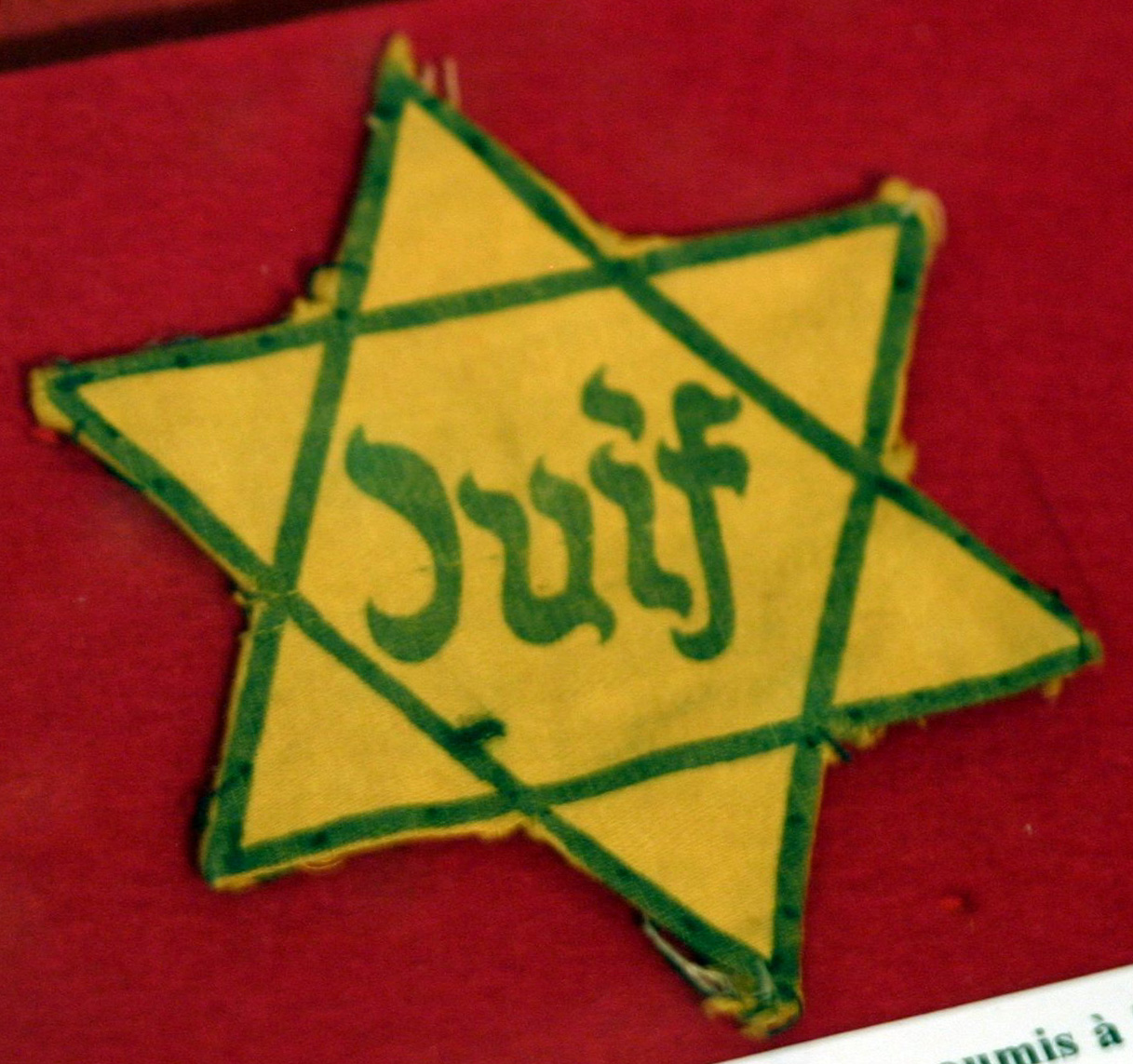
Нацисти у Франції зробили обов’язковим жовтий значок

З літа 1940 року Отто Абец, посол Німеччини в Парижі, організував експропріацію багатих єврейських родин. Режим Віші вжив перших антиєврейських заходів трохи після німецької влади восени 1940 року. 3 жовтня 1940 року Віші прийняв Закон про статус євреїв, щоб визначити, хто є євреєм, і видати список професій, заборонених для євреїв. Стаття 9 закону зазначала, що він застосовується до володінь Франції у Французькому Алжирі, колоніях, протекторатах Тунісу та Марокко та підмандатних територіях. Закон від жовтня 1940 року підготував Рафаель Алібер. У документі 2010 року чітко вказується, що Петен особисто зробив закон ще більш агресивним антисемітським, ніж він був спочатку, як можна побачити з приміток, зроблених у проекті його власної руки. Закон «прийняв визначення єврея, встановлене в Нюрнберзьких законах, позбавив євреїв їхніх громадянських прав і звільнив їх з багатьох робіт. Закон також забороняв євреям працювати в певних професіях (вчителі, журналісти, юристи тощо), тоді як закон від 4 жовтня 1940 року дозволяв ув’язнювати євреїв-іноземців у таборах для інтернованих на півдні Франції, таких як Гурс. До інтернованих приєдналися конвої євреїв, депортованих з регіонів Франції, включаючи 6500 євреїв, які були депортовані з Ельзасу-Лотарингії під час операції Бюркель.

### Табір Дренсі
Арешти євреїв у Франції почалися в 1940 році для окремих осіб, а загальні облави почалися в 1941 році. Перший рейд (рафа) відбувся 14 травня 1941 року. Заарештованих євреїв, усіх чоловіків та іноземців, було інтерновано до перших транзитних таборів у Пітів’є та Бон-ля-Роланді в Луаре (3747 чоловік). Друга облава, яка відбулася з 20 липня по 1 серпня 1941 року, призвела до арешту 4232 французьких та іноземних євреїв, які були доставлені до табору інтернованих Дрансі.
Депортації почалися 27 березня 1942 року, коли перший конвой вирушив з Парижа до Освенціма. Жінки та діти також були об’єктами нападу, наприклад, під час облави у Вель-д’Хіві 16–17 липня 1942 року, під час якої французька поліція заарештувала 13 000 євреїв. В окупованій зоні французька поліція фактично контролювалася німецькою владою. Вони виконали заходи, наказані німцями проти євреїв, і в 1942 році доставили нефранцузьких євреїв з таборів для інтернованих до німців. Вони також сприяли відправці десятків тисяч із цих таборів до таборів смерті в окупованій Німеччиною Польщі через Дрансі.

### Від вторгнення увільну зонудо 1945 року
Наприкінці літа 1942 року Адам Райскі, редактор комуністичної підпільної газети J'accuse, познайомився з колишнім солдатом іспанської республіканської армії, який утік до Франції в 1939 році. Солдата, у свою чергу, було депортовано з у табір інтернованих Гурс, щоб працювати як рабський робітник на проекті організації Toдта у Польщі, перш ніж втекти назад до Франції. Солдат сказав Райському, що під час перебування в Польщі він дізнався, що в Сілезії є табір під назвою Освенцім, де знищували всіх євреїв, відправлених на «переселення на Схід». Після довгих сумнівів і дебатів з іншими журналістами J'accuse, Расики написав історію для обкладинки J'accuse від 10 жовтня 1942 року, в якій стверджував, що близько 11 000 французьких євреїв було знищено в Освенцімі з березня 1942 року.

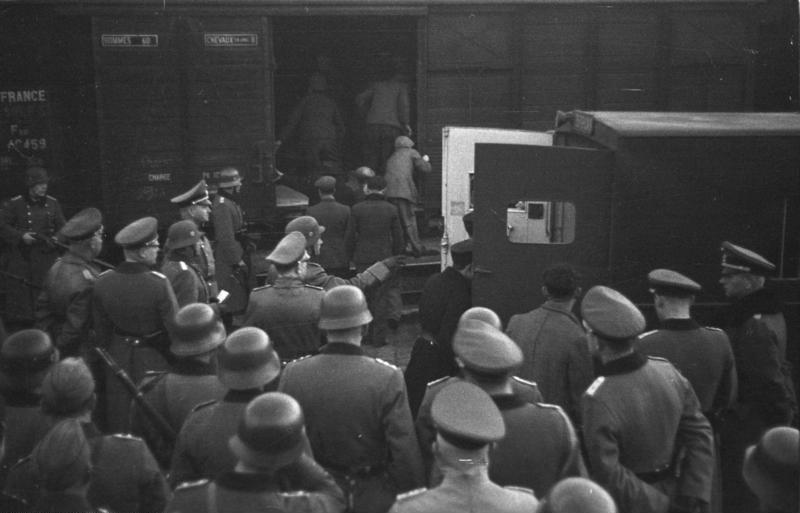
Французьких євреїв депортують з Марселя, 1943 рік

## Наслідки
Близько 75 000 євреїв було депортовано до нацистських концентраційних таборів і таборів смерті, 72 500 з них було вбито, але 75% з приблизно 330 000 євреїв у метрополії у 1939 році уникли депортації та пережили Голокост, що є одним із найвищих показників виживання. в Європі. Франція посідає третє місце за кількістю громадян, нагороджених Праведниками народів світу, нагородою, яку присуджують «неєвреям, які діяли згідно з найблагороднішими принципами гуманності, ризикуючи своїм життям, щоб врятувати євреїв під час Голокосту».

## Державний допуск
Десятиліттями французький уряд відмовлявся вибачитися за роль французьких поліцейських у облаві або за будь-яку іншу державну співучасть. Його аргумент полягав у тому, що Французька республіка була демонтована, коли Філіп Петен заснував нову французьку державу під час війни, і що республіка була відновлена після закінчення війни. Таким чином, Республіка не мала вибачатися за події, які відбулися, коли її не існувало і які були здійснені державою, яку вона не визнавала. Такої позиції дотримувався, наприклад, колишній президент Франсуа Міттеран. Нещодавно цю заяву повторила Марін Ле Пен, лідер партії «Національний фронт», під час виборчої кампанії 2017 року.
Тема «остаточного рішення» ігнорувалась десятиліттями. Розповідь де Голля, починаючи з 1944 року, про те, що майже вся французька нація була об’єднана в опорі окупації, за винятком кількох безчесних зрадників, ускладнювала визнання ролі французьких державних службовців, поліцейських і жандармів у «остаточному розв’язанні»". Першою книгою, в якій детально згадується ця тема, була Франція Віші: стара гвардія та новий порядок, 1940-1944 (1972) американського історика Роберта Пакстона, у центрі уваги якої була Франція Віші загалом. Першою книгою, повністю присвяченою цій темі, була Франція Віші та євреї (1981), яку написали Пекстон і канадський історик Майкл Маррус.
У липні 2017 року, також у пам’ять про жертв облави на Велодромі д’Івер, президент Еммануель Макрон засудив роль своєї країни в Голокості та історичний ревізіонізм, який заперечував відповідальність Франції за облаву 1942 року та подальшу депортацію 13 000 євреїв. «Цю [облаву] організувала справді Франція», — сказав він, французька поліція співпрацює з нацистами. "Жоден німець не брав участі", - додав він. Ні Ширак, ні Олланд конкретно не заявляли, що уряд Віші, який був при владі під час Другої світової війни, насправді представляв французьку державу. З іншого боку, Макрон дав зрозуміти, що урядом під час війни справді була французька держава. «Режим Віші зручно бачити як народжений з небуття, повернутий до небуття. Так, це зручно, але це помилково. Ми не можемо побудувати гордість на брехні».
Макрон зробив тонку згадку про вибачення Ширака в 1995 році, коли додав: «Я повторюю це ще раз. Справді, Франція організувала облаву, депортацію і, отже, смерть майже для всіх».

## Див.також
- Ізьє (Ен)

## Подальше читання
- Адлер, Жак. «Євреї та Віші: роздуми про французьку історіографію». Історичний журнал 44.4 (2001): 1065–82.